# Дискография группы Death
Дискография Death состоит из семи студийных альбомов и четырёх концертных альбомов. Death — американская дэт-метал-группа, основанная в 1984 году. Основатель группы Чак Шульдинер считается «пионером дэт-метала». Группа прекратила своё существование после смерти Шульдинера от рака мозга в 2001 году, но остаётся непреходящим наследием дэт-метала.
По состоянию на 2003 год, Death продали более 368 000 альбомов в США по данным Nielsen SoundScan, что делает их шестой по популярности дэт-метал-группой в стране.

## Студийные альбомы
| № | Название                    | Детали                                                                                  |
| - | --------------------------- | --------------------------------------------------------------------------------------- |
| 1 | Scream Bloody Gore          | - Релиз: 1987 - Лейбл: Combat Records - Формат: Компакт-кассета, CD, LP                 |
| 2 | Leprosy                     | - Релиз: 1988 - Лейбл: Combat Records, Under One Flag - Формат: Компакт-кассета, CD, LP |
| 3 | Spiritual Healing           | - Релиз: 1990 - Лейбл: Combat Records - Формат: Компакт-кассета, CD, LP                 |
| 4 | Human                       | - Релиз: 1991 - Лейбл: Relativity Records - Формат: CD, LP                              |
| 5 | Individual Thought Patterns | - Релиз: 1993 - Лейбл: Relativity Records - Формат: Компакт-кассета, CD, LP             |
| 6 | Symbolic                    | - Релиз: 1995 - Лейбл: Roadrunner Records - Формат: CD, LP                              |
| 7 | The Sound of Perseverance   | - Релиз: 1998 - Релиз: Nuclear Blast Records - Формат: CD, DualDisc                     |

## Концертные альбомы
| № | Год выпуска | Название            |
| - | ----------- | ------------------- |
| 1 | 2001        | Live in L.A.        |
| 2 | 2001        | Live in Eindhoven   |
| 3 | 2005        | Live in Cottbus '98 |
| 4 | 2012        | Vivus!              |

## Сборники
| Год  | Детали                                                                                      |
| ---- | ------------------------------------------------------------------------------------------- |
| 1992 | Fate: The Best of Death - Релиз: 1992 - Лейбл: Combat Records - Формат: CD, Компакт-кассета |

## Синглы
| Год | Дата            | Название | Альбом                      |
| --- | --------------- | -------- | --------------------------- |
| 1   | The Philosopher | 1993     | Individual Thought Patterns |
| 2   | Empty Words     | 1995     | Symbolic                    |
| 3   | Spirit Crusher  | 1998     | The Sound of Perseverance   |

## Видеоклипы
| № | Название              | Год выпуска | Режиссёр         |
| - | --------------------- | ----------- | ---------------- |
| 1 | Lack of Comprehension | 1991        | Дэвид С. Беллино |
| 2 | The Philosopher       | 1993        | Джош Клауснер    |